# Ceruse
Ceruse of ceruis is een mengsel van loodwit en krijt of mergel. Het wordt soms ook Spaans wit genoemd.
Het wordt voornamelijk voor het gronden van panelen en doeken gebruikt. 
Ceruse en zuiver loodwit wordt niet door alle schrijvers gescheiden gehouden.
Met de term schelpwit of schulpwit wordt in de 17e- en 18e-eeuwse kunstliteratuur soms kennelijk 'zuiver' loodwit bedoeld, in tegenstelling tot het ceruse. Men kende echter ook een witte verfstof, uit dikke gemalen schelpen bereid (onder andere vermeld door Beurs: De groote waereld in 't kleen geschildert, enz., 1692).